# Rete tranviaria di Stoccolma
La rete tranviaria di Stoccolma (in svedese Stockholms Spårvägar) è un sistema di trasporto pubblico della città svedese di Stoccolma.
Al 2021, sono attive le seguenti linee:
- Lidingöbanan (9,2 km)
- Nockebybanan (5,6 km)
- Spårväg City (3,5 km)
  - Djurgårdslinjen (2,9 km)[1]
- Tvärbanan (18,2 km)